# Тьяго Невес
Тьяго Невес (порт. Thiago Neves; нар. 27 лютого 1985, Куритиба, Бразилія) — колишній бразильський футболіст, що грав на позиції півзахисника. Виступав за національну збірну Бразилії.
Володар кубка Бразилії. Переможець Ліги Каріока.

## Клубна кар'єра
У дорослому футболі дебютував 2005 року виступами за команду клубу «Парана», в якій того року взяв участь у 29 матчах чемпіонату.
Згодом з 2006 по 2008 рік грав у складі команд клубів «Вегалта Сендай» та «Флуміненсе». Протягом цих років виборов титул володаря Кубка Бразилії.
Своєю грою за останню команду привернув увагу представників тренерського штабу клубу «Гамбург», до складу якого приєднався 2008 року. Відіграв за гамбурзький клуб наступний сезон своєї ігрової кар'єри.
Протягом 2009—2016 років захищав кольори клубів «Флуміненсе», «Аль-Гіляль», «Фламенго», «Флуміненсе», «Аль-Гіляль» та «Аль-Джазіра».
Завершив професійну ігрову кар'єру у клубі «Крузейру».

## Виступи за збірні
2008 року залучався до складу олімпійської збірної Бразилії. У цій збірній зіграв у 7 офіційних матчах, забив 3 голи, був учасником футбольного турніру на Олімпійських іграх 2008 року.
Того ж 2008 року дебютував в офіційних матчах у складі національної збірної Бразилії. Протягом кар'єри у національній команді, яка тривала п'ять років, провів у формі головної команди країни сім матчів.

## Досягнення
- Володар Кубка Бразилії:

«Флуміненсе»: 2007
«Крузейру»: 2017, 2018
- Переможець Ліги Каріока:

«Фламенго»: 2011
«Флуміненсе»: 2012
- Переможець Ліги Мінейро:

«Крузейру»: 2018, 2019
- Чемпіон Бразилії:

«Флуміненсе»: 2012
- Чемпіон Саудівської Аравії:

«Аль-Гіляль»: 2009, 2010
- Володар Кубка наслідного принца Саудівської Аравії:

«Аль-Гіляль»: 2010
- Володар Королівського кубка Саудівської Аравії:

«Аль-Гіляль»: 2014-15
Збірні
- Бронзовий олімпійський призер: 2008
- Переможець Суперкласіко де лас Амерікас: 2012